# Daemonorops fissa
Daemonorops fissa är en enhjärtbladig växtart som beskrevs av Carl Ludwig von Blume. Daemonorops fissa ingår i släktet Daemonorops och familjen Arecaceae. Inga underarter finns listade i Catalogue of Life.